# Richard Simmonds
Richard James Simmonds (ur. 2 sierpnia 1944 w Maidenhead) – brytyjski polityk i samorządowiec, poseł do Parlamentu Europejskiego I, II i III kadencji.

## Życiorys
Kształcił się w Trinity College, Glenalmond w Perth and Kinross, a także na stypendium w zakresie marketingu. Zajmował się rolnictwem i prowadzeniem firmy z branży przemysłowej. Był też m.in. szefem rady dyrektorów Berkshire College of Agriculturesince i organizatorem konkursów jeździeckich. Opublikował jedną książkę.
Działał w Partii Konserwatywnej, był wiceprzewodniczącym młodzieżówek Young Conservatives i Young European Democrats. Od 1973 do 1975 osobisty sekretarz premiera Edwarda Heatha, a od 1973 do 1979 radny hrabstwa Berkshire. W 1979, 1984 i 1989 wybierany posłem do Parlamentu Europejskiego. Przystąpił do frakcji Europejscy Demokraci, a w 1992 wraz z nią stał się częścią Europejskiej Partii Ludowej (Chrześcijańskich Demokratów); od 1987 był także whipem torysów. W 1994 nie ubiegał się o reelekcję ze względu na paraliż, którego doznał wskutek przebytego udaru. Pomiędzy 1995 a 1999 kierował Countryside Commission, ciałem zajmującym się nadzorem nad środowiskiem wiejskim Anglii i Walii. Po 1994 działał jako konsultant, w tym doradca Komisji Europejskiej.